# Tanzarchiv Leipzig
Das Tanzarchiv Leipzig wurde 1957 als erstes und einziges  Tanzarchiv der  DDR von Kurt Petermann am Zentralhaus für Kulturarbeit der DDR in Leipzig zur Dokumentation und Förderung der Volkstanzpraxis gegründet. Unter der Leitung von Kurt Petermann entwickelte sich daraus eine international anerkannte Dokumentations- und Informationsstelle für alle Gebiete des Tanzes und der Bewegungskultur. Das Tanzarchiv wurde 1975 zu einer Außenstelle der  Akademie der Künste. Nach dem Ende der DDR wurde das Tanzarchiv Leipzig dem Freistaat Sachsen zur weiteren Nutzung und Erhaltung übergeben. Als bisher einzige Institution wurde das Tanzarchiv Leipzig 1992 mit der "Kurt-Wager-Medaille für besondere Verdienste um den Volkstanz" geehrt. 1993 übernahm der Verein Tanzarchiv Leipzig e. V. die Trägerschaft. 2011 wurden die Sammlungsbestände an die Universitätsbibliothek Leipzig überführt, wo sie als Teil der Sondersammlungen öffentlich zugänglich sind.

## Leitung
- 1957–1984: Kurt Petermann
- 1984–2000: Monika Schneider
- 2000–2011: Janine Schulze[3]